# Anima (roman)
 (mai 2019).
- Si vous ne connaissez pas le sujet, laissez ce bandeau (vous pouvez alors contacter les auteurs).
- Si vous supprimez le contenu mis en cause (vous pouvez préalablement contacter les auteurs),

argumentez précisément cette suppression dans la page de discussion
(un manque de référence n'est pas un argument ; une recherche réelle de référence doit avoir été effectuée, être formellement documentée).
 (mai 2019).
Pour les articles homonymes, voir Anima (homonymie).
Anima est un roman de l'auteur libano-québécois Wajdi Mouawad édité par Actes Sud en 2012.

## Présentation
Au début du roman, Wahhch Debch découvre le corps de sa femme Léonie, enceinte et morte dans le salon. Cette vision provoque chez lui un bouleversement qui donne lieu à une réaction étrange : « Ils avaient tant joué à mourir qu'en la trouvant ensanglantée au milieu du salon, il a éclaté de rire ». Puis, progressivement, Wahhch comprend qu'il ne s'agit pas d'une nouvelle mise en scène impressionnante imaginée par sa compagne. Cette dernière est vraiment morte assassinée et l'autopsie révélera les conditions particulières de cet assassinat : Le meurtrier a pratiqué un viol qui s'apparente aux conditions de reproduction des termites. La victime a été perforée au bas ventre. À partir de cet évènement monstrueux, Wahhch va entreprendre une quête du meurtrier de sa femme. Non pas pour se venger mais uniquement pour savoir qui il est et résoudre le mystère d'un meurtre hors du commun. Progressivement, cette quête devient pour lui une plongée dans les profondeurs les plus sombres de son être et de son identité. Sur son chemin, il va croiser toute une série de personnages : Welson Wolf Rooney, Nabila, Najma, Mary, Janice, Chuck Rain, Coach, Motherfucker, pour n'en citer que quelques-uns. 
Les lieux sont principalement nord-américains : Montréal, Angola, Liban, Cairo (Illinois), Oran (Missouri), Ash Hill (Missouri), Carthage (Missouri), Wolf Point (Montana), Bloody Valley (Kansas), Virgil (Kansas), Last Chance (Colorado), Genesee (Colorado), Hebron (New Mexico), Paradise Hill (Nouveau-Mexique), Arabia (Arizona), Winona (Arizona), Phoenix (Arizona), Mohawk (Arizona), Animas (Nouveau-Mexique), Tank Mountain (Nouveau-Mexique), Sainte-Émélie-de-l'Énergie (Québec).
Quant à la voix narrative, elle est prise en charge par une pluralité d'animaux, chaque chapitre étant raconté par un animal particulier.

## Une nouvelle voix narrative
La vision de sa femme morte provoque chez Wahhch un éclatement identitaire. Le personnage n'est plus saisissable en tant qu'unité subjective mais en tant que pluralité animale, puisque c'est la voix des animaux qui prend en charge la narration du texte et l'histoire de Wahhch. La voix animale vient perforer la narration et créer une nouvelle origine de la parole. Ce meurtre a donc provoqué la mort de Wahhch en tant que mari (Léonie, sa femme, est morte), la mort de Wahhch en tant que père (l'enfant a péri au cours du meurtre) et la mort de Wahhch en tant qu'être de discours. Tout cela est résumé par le personnage qui dit vouloir « faire le sacrifice de son âme ». 
La voix narrative originale d'Anima récupère et interroge les travaux de la linguistique.
Dans son Cours de linguistique générale, Ferdinand de Saussure écrit « Le mot arbitraire appelle aussi une remarque. Il ne doit pas donner l'idée que le signifiant dépend du libre choix du sujet parlant [...] nous voulons dire qu'il est immotivé, c'est-à-dire arbitraire par rapport au signifié, avec lequel il n'a aucune attache naturelle dans la réalité ».
La voix narrative d'Anima permet d'évoquer les effets dégradants du signifiant arbitraire utilisé par l'homme : « Tout est déformé. Hier on nous appelait horse ou cheval ou caballo. Aujourd'hui nous sommes la marchandise ». On peut lire ailleurs dans le roman « Je suis un homme et je ne sais plus ce que cela signifie. Je ne me souviens plus comment on parle, ni comment on fait pour marcher debout, ni comment on utilise ses mains ». Ce n'est pas simplement l'utilisation du langage qui est remise en question, mais la non-intégration de l'animal sur le plan langagier, ce qui va de pair avec une perte des origines humaines : « L'animal est situé dans cet écart, à ce bord d'une séparation pour nous faire entendre à quel point nous sommes proches et indissolublement liés. Séparation d'où vient le langage. Séparation d'où vient une autre distinction qui nous fonde, la sexualité ».
La prise en charge du discours narratif par l'animal permet au personnage de s'appréhender en tant que spectateur de lui-même et de ses pratiques humaines, en abolissant la frontière avec l'animal et en l'intériorisant.

## Animaet Anima

### Genèse sémantique du terme
Le titre du roman est un terme dont le sémantisme a connu un glissement, d'un principe vers un autre. Pour prouver la mortalité de l'âme, Lucrèce rapproche les bêtes des hommes, afin d'éloigner suffisamment ces derniers des Dieux : « Il use pour ce faire d'une distinction entre d'une part l' animus ou encore la mens, qu'il définit comme conseil et gouvernement de la vie, qui correspond à peu près au logos et qui siège dans une partie du cœur, et d'autre part l' anima, ensemble des éléments de vent et de chaleur qui maintiennent la vie dans nos membres où elle est dispersés. Anima et animus viennent du grec anémos, le courant de vent et désignent étymologiquement l'air, le souffle, le principe vital ». L' animus et l' anima sont donc envisagés comme des réalités matérielles puisque « l' animus donne son impulsion à l' anima » et que « pour qu'il y ait contact, il faut qu'il y ait matière ».
Plus tard, Carl Gustav Jung récupère les termes d' animus et d' anima dans l'optique de ses travaux sur l'inconscient et la distinction entre le Moi, la persona et l' animus ou l' anima. Cette fois-ci, les deux principes permettent l'argumentation psychanalytique qui vise à une investigation des processus psychiques. Ils ne servent pas, au sein de la théorie de Jung, une conception matérielle du vivant mais justifient notre tendance à assimiler l'âme au concept d'immortalité : « Notre vie est bien fondamentalement la même que celle qui se poursuit depuis les temps immémoriaux. [...] Elle ne présente  pas un caractère éphémère car les mêmes détours physiologiques et psychologiques qui constituaient la vie de l'homme depuis des centaines de millénaires durent toujours, et confèrent au sentiment intérieur l'intuition la plus profonde d'une continuité éternelle du vivant ».

### Le terme dans le roman
Le roman utilise le concept d'immortalité de l'âme en envisageant la métensomatose platonicienne. L'étymologie du mot est rappelée dans Le Silence des bêtes par Élisabeth de Fontenay : « Métensomatose paraît du reste un mot plus juste, si l'on tient à l'étymologie que métempsychose : c'est à travers (méta) des corps (sôma, somata) qu'une même âme circule ». C'est donc bien du point de vue d'un partage entre les vivants qu'Anima traite l'âme puisque Rooney, après sa mort, devient le chien qui accompgne Wahhch jusqu'à l'acte final du roman. Wahhch explique : « animal, il me protège quand l'humain a voulu me détruire ». L'animal incarne donc une solution  en ce qu'il manifeste la conservation d'une âme, une continuité de soi.

## Récompenses
- Grand prix SGDL Thyde-Monnier
- 2013 : prix Méditerranée
- 2013 : prix du deuxième roman[13]
- 2015 : prix Critiques libres